# توماس جاك (موسيقي)
توماس جاك (بالإنجليزية: Thomas Jack)‏ هو موسيقي أسترالي، ولد في 19 أبريل 1993 في Bemboka ‏ في أستراليا.

## وصلات خارجية
- توماس جاك على موقع ميوزك برينز (الإنجليزية)